# Jerzy Jelen

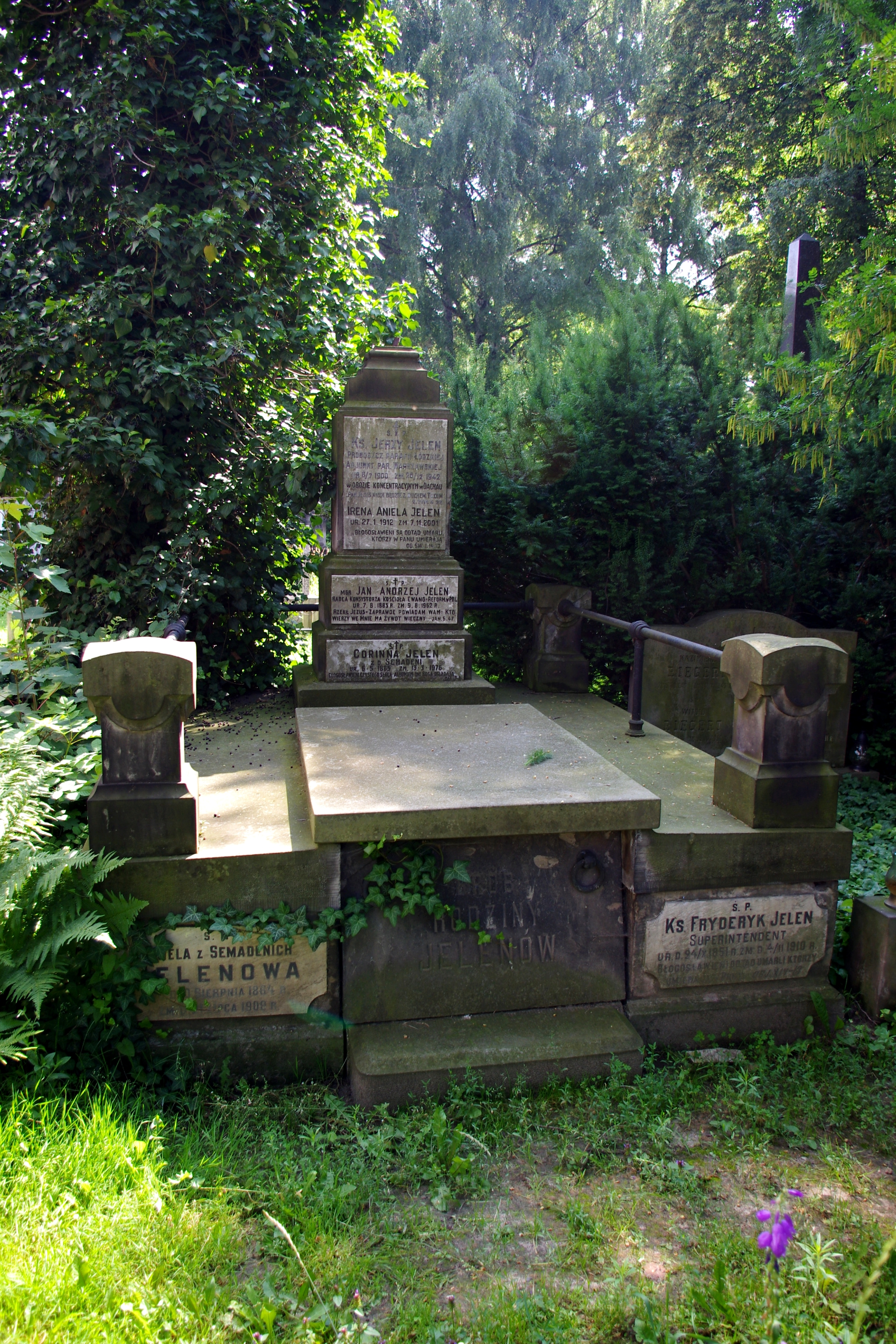
Grób superintendenta generalnego Kościoła Ewangelicko-Reformowanego w Królestwie Polskim - Fryderyka Jelena, mgr. Jana Andrzeja Jelena - radcy Konsystorza Kościoła Ewangelicko-Reformowanego w PRL i ks. Jerzego Jelena - proboszcza parafii łódzkiej zamordowanego w KL Dachau na cmentarzu reformowanym przy ul. Żytniej w Warszawie

Jerzy Jelen (ur. 1900, zm. 26 grudnia 1942) – polski duchowny Kościoła Ewangelicko-Reformowanego.

## Życiorys
Pochodził z rodziny która wydała wielu pastorów. Był synem generalnego superintendenta (biskupa) Kościoła Ewangelicko-Reformowanego w Królestwie Polskim Fryderyka, i Anieli z Semadenich. Zdał maturę w warszawskim gimnazjum im. Mikołaja Reja. Ukończył studia na Wydziale Teologii Ewangelickiej Uniwersytetu Warszawskiego. Ordynowany na pastora w 1931 roku pełnił funkcję wikarego a potem adiunkta w parafii ewangelicko-reformowanej w Warszawie oraz kapelana WP w randze kapitana. Duszpasterzował też w Zelowie, Żyrardowie i Kucowie. W latach 1930-1939 nauczał religii ewangelickiej w I Państwowym Gimnazjum i Liceum im. Stefana Batorego w Warszawie. 
W 1936 roku został proboszczem parafii ewangelicko-reformowanej w Łodzi. W roku 1940 wsławił się tym że ominął zarządzenie władz okupacyjnych zabraniających liturgii po polsku wprowadzając nabożeństwa w języku czeskim. Aresztowany w Poniedziałek Wielkanocny (wg innych źródeł w Wielki Piątek) 1941 roku trafił do więzienia przy obecnej ulicy Szterlinga. Na skutek przeżyć z tym związanych, jego dopiero co poślubiona żona Lidia ze Słamów poroniła.
W lutym 1942 roku został skazany przez Volksgericht na deportację do obozu koncentracyjnego za zbieranie i szerzenie informacji radiowych oraz kolportowanie nielegalnej gazety. Trafił do Dachau, gdzie otrzymał numer 29703. Zmarł wskutek ciężkich warunków życia w obozie 26 grudnia 1942 roku.
Jego żona Lidia ze Słamów (1918-1985) była wieloletnim członkiem kolegium kościelnego łódzkiej parafii ewangelicko-reformowanej.